# Cihangir Gümüştürkmen
Cihangir Gümüştürkmen alias Lale Lokum (* 1964 in Izmir) ist ein deutsch-türkischer Tänzer, Schauspieler, Comedian, Travestiekünstler, Dramatiker, Bildhauer, Maler, Comiczeichner, Kostümbildner und Produzent. Er lebt seit 1977 in Berlin/Deutschland.
Cihangir Gümüstürkmen arbeitet seit 2019 nur noch als bildender Künstler.

## Wirken
In der Berliner Szene tritt er in unterschiedlichen zum Teil eigenen Projekten auf, unter anderem in seinem Comedy-Solo One Görl Show (ab 2003). Beachtung fand zuvor bereits das von ihm gemeinsam mit Fatma Souad begründete Kabarett Salon Oriental. Als Tänzer war er auch in internationalen Show-Produktionen zu sehen. Als Pionier gilt er innerhalb des orientalischen Tanzvarietès.
Zudem arbeitet er als Schauspieler. Im Theater Hebbel am Ufer spielte Cihangir zum Beispiel unter Nurkan Erpulat. Als eine der Hauptfiguren in dem Kultfilm Lola und Bilidikid (1999) von Kutluğ Ataman erlangte Cihangir auch internationale Kinobekanntheit.
Cihangirs Comic „Lale Lokum & Fatma Souad“ erscheint seit Februar 2006 in dem Magazin Tanz Oriental.
2005 legte Cihangir seine erste Musik-CD Cihangir's Black Bird vor, 2006 folgte die Tanz-DVD Belly Dance with Cihangir.
Cihangir Gümüstürkmen arbeitet seit 2019 nur noch als bildender Künstler.

## Werke
- 2021	Serie Surrealisation – Voyage, Lighthouse, A day in Gravelines (Öl auf Leinwand)
- 2020	Serie PERSONA mit Künstlerporträts aus Berlin, Zazie de Paris, 	Salomé, Aziza A., Imran Ataya u. v. a.
- 2020	You are Mona Lisa – (Ölfarbe und Spiegelfolie auf Leinwand)
- 2019	Golden Girl (Plastik, Skulptur). Dreilinden – (Öl auf Leinwand). Buick Super Riviera – (Öl auf Leinwand)
- 2018	Mona Lisa on holiday – (Öl auf Leinwand). Dancing on the lake – (Öl auf Leinwand)
- 2015	„men and candlelight“ – Fotoserie
- 2013	"Ecnassianer" – Bilder (Acryl, Spiegelfolie auf Leinwand)
- 2013	"Swing", Installation (Holz, Seil, Spiegelfolie)
- 2012	"Süpriz", Objekt, (Holzrahmen, Spiegel Bleistift auf Papier)
- 2012  "Spirit of Spring 1", Bild (Acryl, Spiegelfolie auf Leinwand)
- 2011	"Bir Milyon", Bild. (Acryl, Ölpastellstift auf Leinwand)
- 2010	"Headscarf", Fotocollagen (Digitaldruck auf Plexiglas in Leuchtkästen)
- 2008	"I shot Kutluğ Ataman" – installation
- 2005 	"Noire", abstrakte Bilder (Acryl, Farbtuben auf Leinwand)
- 2001	"PUMPS2000ÇANTA", Handtaschenplastiken (Keramik, Spiegelglas, Glas, Plastik)
- 1997	"PUMPS2000", Schuhplastiken (Metall, Keramik, Glas, Nudeln, Stoff, Papier etc.)
- 1993/97 "Transformation", Porträts von Drag Queens (Acryl, Öl, Mischtechnik auf Leinwand)

## Gruppenausstellungen (Auswahl)
- 2021 – SCOUT KETTINGE | Galerie Heike Arndt | Kettingen | Dänemark
- 2021 – Zeki Müren – Das ausgestellte Leben. Kurator: Gürsoy Doğtaș | Lovaas Projects | München
- 2020	MÖGLICHE WERKE – POSIBLE PROJEKTS, Projektraum Blech | Halle. EFFIS HAUS, Doberlug-Kirchhain
- 2019	de_Mud x-ponart Galerie, Hamburg. PLONGE AVEC MOI Hommage á Alice im Wunderland. Barbiche, Berlin
- 2018	ART ABOUT ART. BUNKERHILL Galerie, Hamburg. La Splendeur Divine. Barbiche, Berlin
- 2013	"Das Tagebuch der Effi von Briest" Saloon Su de Coucou, Berlin
- 2011	BERLINER LISTE, Fair for contemporary art and photography, Berlin
- 2010	GRID International Photography Biennial, Amsterdam. 7. Berliner Kunstsalon, Berlin. Saloon Su de Coucou, Berlin
- 2006	Schwules Museum, Berlin
- 2003	Kleine Orangerie am Schloss Charlottenburg, Berlin
- 1998	Villa Oppenheim, Berlin
- 1996	Galerie Wolf, Berlin

## Einzelausstellungen
- 2019 Galerie Historischer Keller, Berlin-Spandau
- 2012/13 Galerie im Tempelhof Museum & Haus am Kleistpark, Berlin
- 2001	Galerie Droysen, Berlin
- 1999	Galerie Art Work, Berlin

## Performances
- 2010	NO FACE
- 2013	Makeup Ebru Soykan

## Kunstsammlungen
- Spandauer Kunstsammlung | Berlin
- Museum Shoes Or No Shoes | Kruishoutem | Belgien
- Schwules Museum | Berlin

## Comics
2006–2008 – Lale Lokum & Fatma Souad 
Stories und Zeichnungen | Tanz Oriental Magazin (Mein erster Auftritt / Fatma macht Yoga / Shopping, Teil I & II / Die Gala Show, Teil I bis III / Lale allein zu Haus, Teil I & II / Bauchtanzwettbewerb, Teil I bis VII)

## Beiträge (Auszug)
- Ein sexuelles Porträt? In: Voß, Heinz-Jürgen (Hrsg.): Westberlin – ein sexuelles Porträt, Gießen: Psychosozial-Verlag (2021)

- Orientalische Tänze im Osmanischen Reich

I. Köçek – Knabentänzer: Wurzeln und Kultur
II. Köçek – Ihr Rum: ihre Sexualität und ihr Ende
III. Çengiler – Die Tänzerinnen: Wurzeln und Kultur
IV. Çengiler – Die Tänzerinnen in den Serails und Anatolische Unterhaltungssitten
V. Religiöse Tänze – Derwische
VI. Türkische Volkstänze, Tanz Oriental Magazin (2005–2008)
- Die Story von Lale Lokum und Fatma Souad, Tanz Oriental Magazin (2006)

- Interview mit Nesrin Topkapı, Tanz Oriental Magazin (2006)

## Beiträge über Cihangir und seine Arbeit
- Schmidt, Nicolaus: Kosmos Gayhane. Berlin: Art in Flow (2021)
- Sub Opus 36 e.V. (Hrsg.): SO36 – 1978 bis heute. Mainz: Ventil Verlag (2016)
- Wilhelm, Gülcin: Generation Koffer – Die Pendelkinder der Türkei. Berlin: Orlanda Verlag (2011)
- Hopf, Rinaldo; Shock, Axel (Hrsg.): Mein Schwules Auge 3. Tübingen: Konkursbuch Verlag Claudia Gehrke (2006)
- Hopf, Rinaldo: Subversiv. Tübingen: Konkursbuch Verlag Claudia Gehrke (2004)
- Saxe, Cornelia: Das gesellige Canapé: Die Renaissance des Berliner Salons. Berlin: Quadriga Verlag (1999)

## Schauspiel  (Auszug)
2014 – HAPPY ENDINGS | Polyrealisten (Theaterprojekt an der Schaubühne Berlin)
2007 – Faked Identities | Regie: Nurkan Erpulat (aufgeführt im Rahmen von Beyond     Migration unter der Leitung von Shermin Langhoff)
2005 – Serie Arbeitstier | Sat1 Comedy
2010 – Spezialeinsatz (Murat Topal) | Sat1Comedy
1998 – Spielfilm Lola und Bilidikit | Regie: Kutluğ Ataman 

## Shows/Produktionen (Auszug)
2018 – Der Gemütstürke (Soloprogramm)
2017 – ORIENTESQUE IV (Tanz, Comedy, Artistik)
2017 – Motley Monday | Open Stage Show (Tanz, Comedy, Artistik)
2016 – Lale Lokum, Wechseljahre eine Bauchtänzerin (Soloprogramm)
2012 – Masa an Nur – Abend des Lichts (Tanz, Comedy)
2010 – SALON ARABESK: Seyahat – Die Reise (Dinner Show)
2010 – Hadi Hadi Süper Disco (schwul-lesbische Partyreihe)
2008 – Café am Nil – Der Flaschengeist (Tanz, Comedy)
2006 – Cihangir’s Black Bird (CD Record Release Show)
2004 – Alija & Jose (Dinner Show)
2003 – One Görl Show (Soloprogramm)
2002 – KARMA – Orient meets Flamenco (Tanz mit Live-Musik)
2000 – Café am Nil – Mit Live-Musik (Tanz, Comedy)
2003 – Ayschepuddel (Tanz, Comedy)
1998 – Gründung Gayhane | SO36 (schwul-lesbische Partyreihe)
1996–1999 – Salon Oriental (politisches Kabarett mit migrantischen Geschichten)
1993 – Cihangir’s Soul Club (schwul-lesbische Partyreihe)